# 亨德森鎮區 (北卡羅萊納州萬斯縣)
亨德森鎮區（英語：Henderson Township）是位於美國北卡羅萊納州萬斯縣的一個鎮區。

## 地方資料
亨德森鎮區的面積為86.50平方千米，皆為陸地。根據2020年美國人口普查的數據，當地共有人口19486人，而人口密度為每平方千米225.27人。